# Carstvo čula
Carstvo čula (jap. Ai no corrida) je kontroverzna japansko-francuska erotska drama iz 1976. koju je režirao Nagisa Oshima. Film je snimljen po navodno istinitim događajima o mladom japanskom paru koji je cijele dane provodio u strastvenoj erotskoj vezi pa je digao puno bure nakon premijere zbog eksplicitnih scena spolnog odnosa te je i danas zabranjen u nekim zemljama. U Hrvatskoj je prikazan u kinima, ali nikada nije prikazan na javnoj televiziji. S druge strane je 18. ožujka 2006. emitiran na slovenskom TV kanalu SLO 1.

## Filmska ekipa
Režija: Nagisa Oshima
Glume: Eiko Matsuda (Abe Sada), Tatsuya Fuji (Ishida Kichizo), Aoi Nakajima (Toku), Meika Seri (Matsuko) i drugi.

## Radnja
Japan, 1936. Abe Sada je bivša prostitutka koja se zaposlila kao služavka u hotelu. Jedne noći jedan starac ju prepozna i zamoli za spolni odnos, na što ona pristaje, ali ovaj ne uspijeva dobiti erekciju. Vlasnica lokala je Toku čiji je suprug potentni Kichizo. On ubrzo započne aferu s Abeom te se i vjenčaju. Mladi par po cijele dane provodi u krevetu, isprobavajući stalno nove načine strasti, ali s vremenom počinje gubiti zanos. Konačno, Kichizo zamoli Abe da ga počne daviti tijekom spolnog odnosa. Nakon par pokušaja, ona doživi orgazam još jednom, ali ga zadavi te odreže njegov penis.

## Zanimljivosti
- Zbog strogih zakona cenzure u Japanu, sirova verzija filma je otpremljena u Francusku gdje je film i montiran. Stoga je Francuska uvrštena kao zemlja koproducent
- Redatelj Oshima je izjavio da je erotika integralni dio priče filma, pa je u Japanu čak završio na sudu pod optužbom da snimio pornografski film.

## Kritike
Poput većine kontroverznih filmova, i kod "Carstva čula" je kritika bila podijeljena. U tom neobičnom filmu, snimljenom po navodno istinitom događaju, u kojem je redatelj Oshima namjerno pokazao samo spolni odnos kao glavno dramaturško sredstvo i kao jedini bitan element u analizi likova, radnja nije mogla proći nezapaženo. Jedan dio kritike odbacio je film zamjerivši mu da je samo jeftina pornografija koja se želi maskirati kao umjetničko djelo. Drugi pak dio kritike je bio veoma sklon filmu opisavši ga kao duboko uznemirujuću, simboličnu analizu ponora ljudske opsjednutosti hedonizmom (ne samo spolnim odnosom, nego općenitom strasti za životom), u kojoj dvoje ljudi jedini bijeg od hladnog svijeta nalazi u strastvenoj aferi. 
Nezadovoljni kritičar Jeremy Heilman je napisao: "Većina onoga što vidimo na filmu nije ni prosvjetljujuće, ni zanimljivo, ni erotično. Film, na kraju, završi kao povijesni dokument u filmskoj povijesti. Njegova fascinacija seksualnom opsesijom je jednodimenzionalna. Likovi su potpuno "zgnječeni" od svoje strasti i kao rezultat toga rad glumaca se doima kao zbirka nepostojećeg nastupa. Ne znamo ništa o njima izvan spavaće sobe. Njihova strast proždire ne samo jedno drugo, nego i cijeli svijet ovog filma. Ja nemam ništa protiv seksualno provokativnih filmova. Dapače, vjerujem da je to zanimljiva tema. No ovdje se doima kao da je redatelj bio hrabar pozabaviti se tom temom jer nije imao ništa za reći." James Berardinelli je pak hvalio film: "U svojoj nakani da pokaže ponore ljudske opsjednutosti strašću, film je uspio - čak i predobro". Rumsey Taylor je zaključio: "Postoji trenutačni impuls da aplaudiramo Carstvu čula - vjerojatno najiskrenijoj upotrebi eksplicitnog seksa na filmu. Glavni je zadatak mjeriti film po njegovoj estetici, kao što je i donekle prethodno spomenuti seks - koji je prikazan u takvom strpljivom detalju da nikada ne bi bio upitan u stvarnosti... Voljeli vi to ili ne, ovaj film ima bezvremensku moć. Prigovori da se radi o pornografiji - doduše, opravdani s obzirom na temu - su ultimativno neutemeljeni. Pojedine scene između neobičnog para traju predugo, iako, istovremeno, ne sadrže jednoličnu erotičnost kako bi se opisali kao obična pornografija. Carstvo čula je vjerojatno najčišći spoj između narativnog filma i pornografije".

## Vanjske poveznice
- Carstvo čula u internetskoj bazi filmova IMDb-a
- Rottentomatoes.com
- Metroactive.com